# Myles Burnyeat
Myles Fredric Burnyeat (1 januari 1939 – 20 september 2019) was een Engels geleerde in de Klassieke Wijsbegeerte. Hij doceerde aan de University College London en het Robinson College in Cambridge. Hij schreef meer dan tien boeken.

## Leven
Myles Burnyeat werd geboren in London in 1938. Hij ging naar de Bryanston School in Dorset, en ging later bij de Royal Navy van Engeland waar hij werd opgeleid als Russische tolk.
In 1959 won Burnyeat een studiebeurs voor Kings College in Cambridge, waar hij oudheidkunde en filosofie studeerde. Hij werd docent aan University College London in 1963 en werd later professor klassieke Wijsbegeerte in Cambridge. In 1996 werd hij senior onderzoeker aan All Souls College in Oxford.

## Publicaties
- Philosophy As It Is (co-ed.) 1979, ISBN 0-14-022136-0
- Notes on Book Zeta of Aristotle's Metaphysics, being the record by Myles Burnyeat and others of a seminar held in London, 1975-1979, Oxford: Sub-faculty of Philosophy, 1979,
- Doubt and Dogmatism (co-ed.) Clarendon Press 1980, ISBN 0-19-824872-5
- Science and Speculation: Studies in Hellenistic Theory and Practice (co-ed.) Cambridge University Press 1982, ISBN 0-521-02218-5
- The Sceptical Tradition (ed.) University of California Press 1983, ISBN 0-520-04795-8
- Notes on Books Eta and Theta of Aristotle's Metaphysics, being the record by Myles Burnyeat and others of a seminar held in London, 1979-1982, Oxford: Sub-faculty of Philosophy, 1984, ISBN 0-905740-27-0
- The Theaetetus of Plato Hackett 1990, ISBN 0-87220-159-7
- The Original Sceptics (co-ed. with Michael Frede) 1997, ISBN 0-87220-347-6
- A Map of Metaphysics Zeta Mathesis Publications, 2001, ISBN 0-935225-03-X
- Heda Segvic, From Protagoras to Aristotle: Essays in Ancient Moral Philosophy (ed.), Princeton University Press 2008, ISBN 0-691-13123-6
- Aristotle's Divine Intellect, Marquette University Press 2008, ISBN 0-87462-175-5
- Explorations in Ancient and Modern Philosophy, Vol. 1, Cambridge University Press 2012, ISBN 0-521-75072-5
- Explorations in Ancient and Modern Philosophy, Vol. 2, Cambridge University Press 2012, ISBN 0-521-75073-3

- Bibsys: 13020730
- Biblioteca Nacional de España: XX869462
- Bibliothèque nationale de France: cb12023324d (data)
- Catàleg d'autoritats de noms i títols de Catalunya: 981058521065406706
- CiNii: DA01191979
- Gemeinsame Normdatei: 134104951
- International Standard Name Identifier: 0000 0001 1876 4904
- Library of Congress Control Number: n79104780
- Nationale Bibliotheek van Letland: 000064822
- Nationale Bibliotheek van Tsjechië: jo20231203254
- Nationale bibliotheek van Australië: 35943817
- Nationale Bibliotheek van Israël: 987007297330105171
- Nationale en Universitaire bibliotheek Zagreb: 000220608
- Nederlandse Thesaurus van Auteursnamen: 068305354
- Réseau des bibliothèques de Suisse occidentale: 02-A003060059
- Système universitaire de documentation: 028387678
- Trove: 1157135
- Virtual International Authority File: 56812332
- WorldCat: E39PBJmtyRHjQR4Hffq3wqcVmd